# Holland–Dozier–Holland

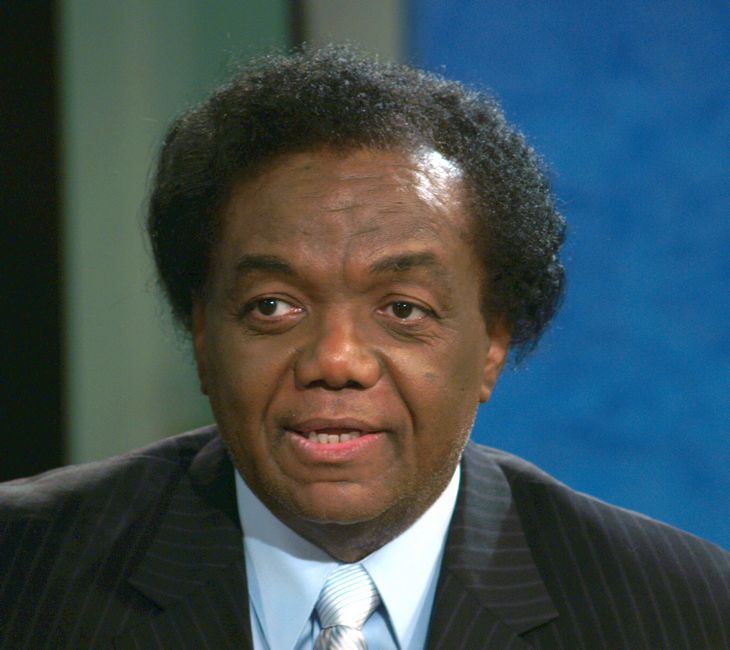
Lamont Dozier, 2009

Holland–Dozier–Holland war ein US-amerikanisches Songwriter- und Produzenten-Trio der 1960er-Jahre. Hinter den Nachnamen, in der Fachwelt „HDH“ abgekürzt, verbergen sich Brian Holland (* 15. Februar 1941 in Detroit, Michigan), sein älterer Bruder Edward „Eddie“ Holland (* 30. Oktober 1939 in Detroit, Michigan) und Lamont Herbert Dozier (* 16. Juni 1941 in Detroit, Michigan; † 8. August 2022 in Scottsdale, Arizona).

## Die Anfänge

The Marvelettes - Please Mr. Postman

Arbeitgeber des Trios wurde der Musikverlag Jobete Music Publishing, der wie das Plattenlabel Motown Records Berry Gordy gehörte. Zunächst begann jeder der drei für sich alleine, oft zusammen mit anderen Komponisten, erste Kompositionsversuche für die Interpreten des noch jungen Plattenlabels.
Brian Holland verfasste so mit Robert Bateman für das Mädchen-Quintett The Marvelettes Please Mr. Postman, veröffentlicht am 7. August 1961. Der Song verschaffte dem Label-Inhaber Gordy (er taucht als Mitkomponist auf) die erste Nr.-1-Platzierung für Tamla-Motown. Eddie Holland begann als Interpret bei Motown; sein Stück Jamie aus dem Januar 1962 hatte nur mäßigen Erfolg.
Zu ihnen gesellte sich Dozier; die erste gemeinsame Komposition war im Februar 1963 Come and Get These Memories für das Mädchen-Trio Martha & the Vandellas. Der Song gelangte bis auf Platz 29 der Pop-Charts. Mit ihrer nächsten gemeinsamen Komposition Heatwave für die Vandellas griffen sie im Juli 1963 eine aktuelle Hitzewelle in den USA auf und übertrugen den Begriff auf die Liebe. Mit dem Stück erreichten sie den vierten Platz in den Charts. Die Nachfolgesingle war Quicksand im November 1963. Auch hiermit gelang der Sprung in die Top 10 (Platz acht). Weitere Arbeiten entstanden für The Miracles und Marvin Gaye.

## Die Zeit der Supremes
HDH hatten inzwischen ihre Arbeitsteilung perfektioniert: Eddie Holland schrieb meist die Texte und arrangierte die Stimmen, Dozier und Brian Holland komponierten die Musik und produzierten den Song in den Motown-Studios in Detroit. Brian Holland beobachtete dann den Ablauf der Session vom Aufnahmeraum. Auf diese Weise entstand für das noch unbekannte schwarze Mädchen-Trio Supremes When the Lovelight Starts Shining Through His Eyes, das nach seinem Erscheinen im November 1963 bis auf Platz 23 gelangte. Die Nachfolge-Single Where Did Our Love Go, veröffentlicht am 17. Juni 1964, erreichte den ersten Platz der US-Hitparade und den dritten Platz im UK.
HDH schafften mit demselben Konzept weitere vier aufeinanderfolgende Nummer-eins-Hits für die Supremes, nämlich Baby Love (Oktober 1964, auch in GB Nr. 1), Come See About Me (November 1964), Stop in the Name of Love (Februar 1965) und Back in My Arms Again (Mai 1965). Alle fünf erreichten Millionenseller-Status. „Eigentlich sind sogar alle großen Supremes-Hits die Kinder von Where Did Our Love Go“, resümierte später Lamont Dozier. Sie wiesen alle die gleiche zyklische Songstruktur auf, waren mit einem Tambourin-betonten 8/8-Takt unterlegt und wurden durch eine deutliche Bassgitarre von James Jamerson begleitet.
Während der im Juli 1965 publizierte Nachfolgehit Nothing But Heartaches Platz elf erreichte, wurde mit I Hear a Symphony  im Oktober 1965 wieder Platz eins erreicht. Zwei weitere HDH-Kompositionen schafften es in die Top 10, bevor die Supremes mit vier weiteren nacheinander herausgebrachten Singles wieder die Platz eins der amerikanischen Hitparade erreichen konnten: You Can’t Hurry Love (August 1966), You Keep Me Hanging On (Oktober 1966), Love Is Here and Now You’re Gone (Januar 1967) und The Happening (April 1967). Damit erreichten HDH einen nie dagewesenen und bislang nicht wiederholten Rekord als Songautoren und die Supremes eine Rekordflut von zehn Nummer-eins-Platzierungen in knapp drei Jahren.

## Hits für andere

Four Tops - Reach Out I’ll Be There

HDH waren keineswegs auf die Supremes fixiert, wie der obige Katalog nahelegen könnte. Dem Männerquartett Four Tops, zunächst genauso erfolglos wie die Supremes, wurde im Juli 1964 das romantische Baby I Need Your Loving zugeteilt. Der Song, der Platz elf der Charts erreichte, wich vom erfolgsgewohnten Supremes-Arrangement erheblich ab. Er war weder rhythmusintensiv noch dominierte bei ihm die Rimshot-Technik. Nach zwei schlecht platzierten Singles hatten HDH auch für die Four Tops ihr Konzept gefunden. I Can’t Help Myself (Sugar Pie Honey Bunch) (April 1965) brachte es zum Millionenseller, erreichte den ersten Platz und löste Back in My Arms Again von den Supremes auf dieser Position ab.
Nach drei weiteren HDH-Songs übernahmen die Four Tops das richtungweisende Reach Out I’ll Be There, das, im August 1966 veröffentlicht, wieder Millionenseller und transatlantische Nummer eins wurde. Die  Call-and-Response-Technik wurde von Flöten begleitet und lebt vom stetigen Wechsel zwischen Dur und Moll. Eine vergleichbare Machart wurde bei weiteren HDH-Songs für die Four Tops genutzt, wie im Juli 1965 bei It’s the Same Old Song. 1970 schrieben HDH das Lied Band of Gold, mit dem Freda Payne einen Nummer-eins-Hit im Vereinigten Königreich hatte.
Weniger erfolgreich lief die Zusammenarbeit von HDH mit den Temptations oder den Miracles. Für die Temptations steuerte Eddie Holland den Text zu den Songs Girl (Why You Wanna Make Me Blue) (August 1964), Ain’t Too Proud to Beg (Mai 1966) und, mit Platz drei die beste Platzierung für Eddie Holland, Beauty Is Only Skin Deep (August 1966) bei.

## Der Prozess
Tamla-Motown war, nicht zuletzt durch HDH-Hits, zu einem der großen erfolgreichen Plattenlabels der USA aufgestiegen. HDH wussten, wie andere Plattenfirmen ihre Hausproduzenten vergüteten, und versuchten, Berry Gordy zu höheren Zahlungen zu bewegen. Die Spannungen nahmen zu und eskalierten schließlich bis zum Gerichtsstreit. Im August 1968 wurde das Autoren-Trio von Jobete Music auf vier Millionen US-Dollar Schadensersatz wegen Vertragsbruchs verklagt. Ausgerechnet das Hits mit hoher Quantität liefernde Trio soll seit Ende 1967 keine Komposition oder Produktion mehr geliefert haben. Darauf reagierte HDH im Dezember 1968 mit einer Gegenklage wegen Betrugs und arglistiger Täuschung über 22 Millionen US-Dollar, weil Jobete nach Auffassung der Komponisten über die genannte Summe keine hinreichende Rechenschaft über zu zahlende Royaltys abgelegt haben soll. Am 3. Januar 1972 wurden die gegenseitigen Klagen durch einen außergerichtlichen Vergleich – mit gegenseitiger Geheimhaltungspflicht – beigelegt.

## Trennung
Das Vertrauen zwischen HDH und dem Motown-Konzern war hierdurch zerstört. Das Trio gründete noch im Mai 1969 das eigene Plattenlabel Invictus / Hot Wax Records, für das sie einige Interpreten mit kurzlebiger Publicity gewinnen konnten. Per Gerichtsbeschluss verbot ihnen ihr vorheriger Arbeitgeber jedoch, während der noch gültigen Vertragsdauer mit dem Motown-Musikverlag Jobete ihre neuen Kompositionen einem anderen Musikverlag anzubieten. Um dem zu entgehen, verbargen sich HDH hinter dem Pseudonym Edith Wayne.

## Annäherung
Für die LP Just Being Myself von Dionne Warwick, erschienen im Februar 1973, schrieben sie neben dem Titelsong noch fünf weitere Stücke. Die Annäherung an den Motown-Konzern gelang erstmals 1975, als die Holland-Brüder für Michael Jackson We’re Almost There (Januar 1975), Take Me Back und Just a Little Bit of You (beide Mai 1975) schrieben. Das Trio produzierte im August 1975 die letzte LP der Jackson Five Moving Violation, bevor die Gruppe den Motown-Konzern verließ und zu Epic Records wechselte. Die personell veränderten Supremes ließen im folgenden Jahr gleich zwei Alben vom Trio produzieren, nämlich Merry, Scherrie and Susaye (Februar 1976) und High Energy (Juni 1976). Für die bei der Konkurrenz Atlantic Records unter Vertrag stehende Aretha Franklin produzierte Lamont die LP Sweet Passion (Mai 1977).
Phil Collins brachte im November 1982 mit You Can’t Hurry Love eine erfolgreiche Coverversion eines HDH-Songs heraus. Er schaffte hiermit die Topposition in Großbritannien und den zehnten Platz in den USA. Mit Two Hearts schrieb Collins zusammen mit Lamont im November 1988 einen typischen Motown-Song. Er wurde als Filmmusik für Buster verwendet, was einen Grammy Award für den besten Song des Jahres einbrachte. 1988 wurden sie in die Songwriters Hall of Fame aufgenommen. Im Januar 1990 wurde das Team HDH für seine Verdienste in die Rock and Roll Hall of Fame aufgenommen. Für ihr Werk erhielten sie im Mai 2003 von der Broadcast Music Incorporated den Titel als „Icons“.

## Hit-Statistik
Zwischen 1963 und 1968 stammten 39 der insgesamt 91 US-Top-20-Notierungen des Motown-Konzerns (42 %) aus der Feder von HDH oder zumindest von einem Mitglied dieses Trios. Von den 17 Tophits des Konzerns im selben Zeitraum waren zwölf (70 %) für HDH urheberrechtlich registriert. Insgesamt waren sie für 70 Top-10-Hits und 50 Tophits verantwortlich. Unter diesen Tophits befanden sich 13 aufeinanderfolgende Tophits. Zwischen 1961 und 1967 erhielten sie 24 Songwriter Achievement Awards, vergeben von Broadcast Music Incorporated. Motown musste während des Prozesses offenlegen, dass HDH zwischen Januar 1965 und Juni 1968 Tantiemen in Höhe von 2,2 Millionen US-Dollar erhalten hatten.

## Trivia
Im Song Der Fünfte Four Top von Die Liga der gewöhnlichen Gentlemen huldigt die Band dem Motown-Sound und Northern Soul im Allgemeinen und dem Produzenten-Trio Holland–Dozier–Holland im Konkreten. Im Refrain heißt es: „Und wäre die Welt perfekt und wär sie ein Song, dann von Holland/Dozier/Holland oder Barrett Strong“.
Der Rolling Stone listete das Trio 2015 auf Rang 15 der 100 größten Songwriter aller Zeiten.

## Autorenbeteiligungen und Produktionen

### The Supremes
- When the Lovelight Starts Shining Through His Eyes, Motown, 1963
- Where Did Our Love Go, Motown, 1964
- Baby Love, Motown, 1964
- Come See About Me, Motown, 1964
- Stop! In the Name of Love, Motown, 1965
- Back in My Arms Again, Motown, 1965
- Nothing but Heartaches, Motown, 1965
- I Hear a Symphony, Motown, 1965
- My World Is Empty Without You, Motown, 1965
- Love Is Like an Itching in My Heart, Motown, 1966
- You Can’t Hurry Love, Motown, 1966
- You Keep Me Hangin’ On, Motown, 1966
- Love Is Here and Now You’re Gone, Motown, 1967
- The Happening, Motown, 1967
- Reflections, Motown, 1967
- In and Out of Love, Motown, 1967
- Forever Came Today, Motown, 1968
- Supremes-LP: Supremes Sing Holland-Dozier-Holland, Motown, 1967

### Four Tops
- Baby I Need Your Loving, Motown, 1964
- I Can’t Help Myself (Sugar Pie, Honey Bunch), Motown, 1965
- It’s the Same Old Song, Motown, 1965
- Something About You, Motown, 1965
- Shake Me Wake Me (When It’s Over), Motown, 1966
- Reach Out I’ll Be There, Motown, 1966
- Standing in the Shadows of Love, Motown, 1966
- Bernadette, Motown, 1967
- 7 Rooms of Gloom, Motown, 1967

### Martha & the Vandellas
- Come and Get These Memories, Gordy, 1963
- Heatwave, Gordy, 1963
- Quicksand, Gordy, 1963
- Live Wire, Gordy, 1964
- In My Lonely Room, Gordy, 1964
- Nowhere to Run, Gordy, 1965
- I’m Ready for Love, Gordy, 1966
- Jimmy Mack, Gordy, 1967

### Marvin Gaye
- Can I Get a Witness, Tamla, 1963
- You’re a Wonderful One, Tamla, 1964
- How Sweet It Is (To Be Loved by You), Tamla, 1964
- Little Darling (I Need You), Tamla, 1966

## Andere
- The Miracles: Mickey’s Monkey, Tamla, 1963
- Kim Weston: Take Me in Your Arms (Rock Me a Little While), Gordy, 1965
- The Miracles (Come ’Round Here) I’m the One You Need, Tamla, 1966
- Isley Brothers: This Old Heart of Mine (Is Weak for You), Tamla, 1966